# Northern Neck
Il Northern Neck è la più settentrionale delle tre penisole (tradizionalmente chiamate "necks", "colli" della Virginia) sulla riva occidentale di Chesapeake Bay in Virginia (le altre due sono la Middle Peninsula e la Virginia Peninsula). La penisola è attraversata dal fiume Potomac a nord e dal Rappahannock a sud. Comprende le seguenti contee della Virginia: Lancaster, Northumberland, Richmond e Westmoreland.
L'inclusione della King George County nel Northern Neck varia a seconda dei commentari. Storicamente, la concessione terriera del Northern Neck includeva tutte le terre tra il Rappahannock ed il Potomac, compresa appunto la già menzionata King George County — quasi 20.000 km² di territorio. I confini delle contee di King George e Westmoreland sono cambiati radicalmente dalla loro fondazione, con significativi cambiamenti nel territorio. Una porzione notevole della contea di King George fa parte attualmente della contea di Westmoreland.

## Storia
Nell'inverno del 1607–1608, il capitano John Smith si portò a risalire il fiume Rappahannock come prigioniero dei Powhatan. Fu il primo europeo di cui si abbia notizia ad aver messo piede nel Northern Neck.
L'originale concessione terriera del Northern Neck del 1661 venne concessa dall'esiliato re Carlo II d'Inghilterra nel 1649. Essa comprendeva tutte le terre tra i fiumi Potomac e Rappahannock a cui, successivamente, s aggiunse una striscia di terra (la "Fairfax Line") a connettere le due aree. Quest'area era particolarmente grande e divenne da subito nota col nome di Northern Neck e funzionò sempre come un'entità semi-autonoma sino alla rivoluzione americana.
Gran parte del suo sviluppo si vide ad est dove si trovavano i fiumi Potomac e Rappahannock che fornivano acque navigabili atte al commercio. L'autonomia e le eccellenti risorse naturali dell'area portarono alla costituzione delle più ricche piantagioni di tabacco del nord America. Nel corso del periodo coloniale, il Northern Neck venne definito la "Atene del Nuovo Mondo" per la ricca presenza di proprietari terrieri, studiosi, uomini della gentry e ufficiali civili. La base del commercio dell'area era rappresentata dall'esportazione dei prodotti ricavati dal lavoro forzato degli schiavi africani e afroamericani. Per l'influsso di questi proprietari terrieri, localmente si sviluppò una società composta da una élite di planters. Da questa società e da quest'area vennero molti dei capi della rivoluzione e della futura repubblica statunitense. Queste differenze crearono non pochi dissapori tra le differenti regioni dell'area.Col crescere degli altri stati della costa atlantica, ad ogni modo, il ruolo del Northern Neck venne meno, rimanendo relativamente isolato dal resto delle rotte commerciali e città statunitensi. Questo isolamento produsse ulteriori contrasti con altre aree.

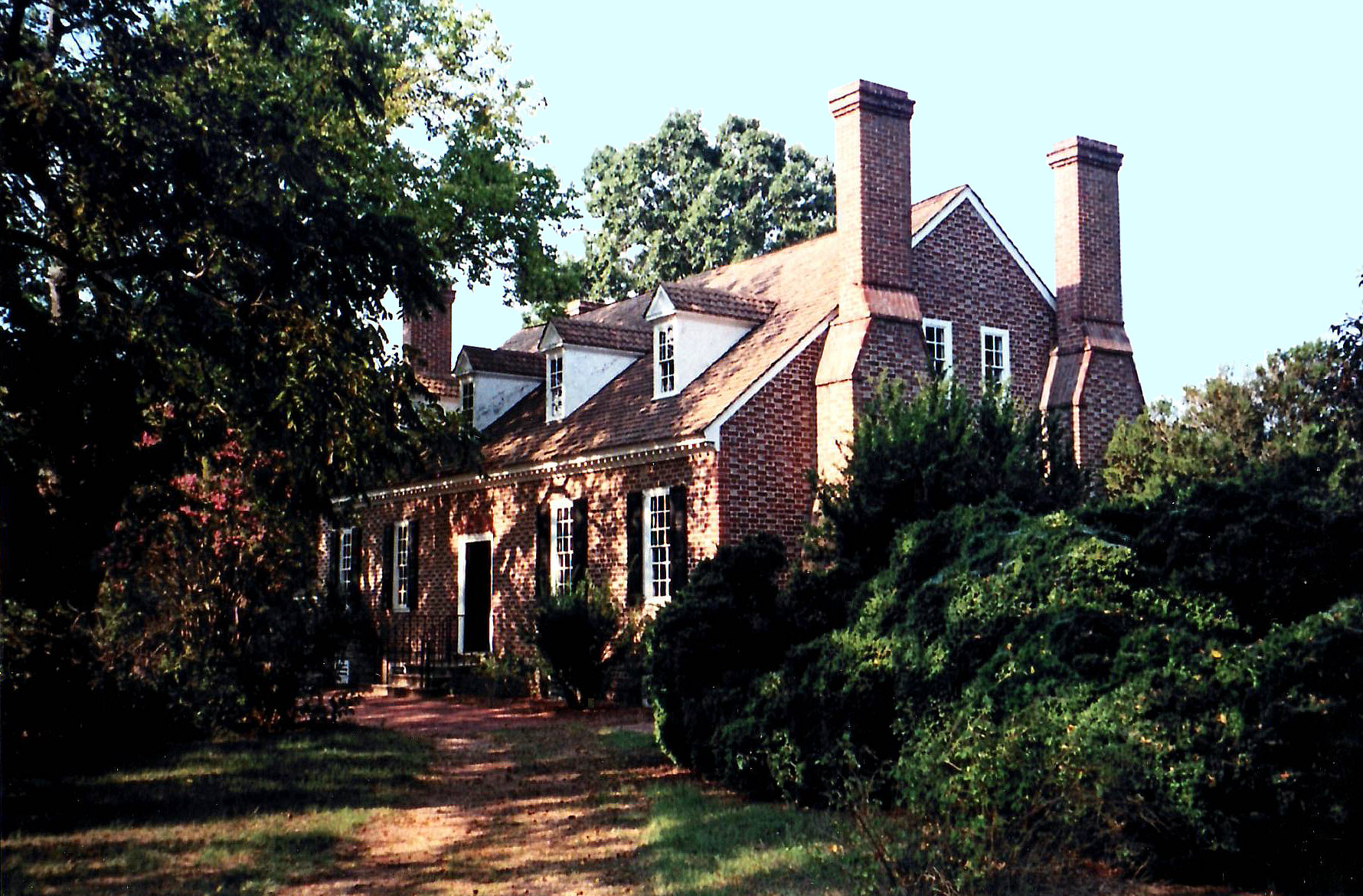
Il George Washington Birthplace National Monument nella contea di Westmoreland

Nel 1687 venne schiacciato un tentativo di insurrezione di schiavi proprio nel Northern Neck. Durante la messa per un funerale, un gruppo di schiavi aveva pianificato di uccidere tutti i bianchi e poi fuggire. Il complotto venne scoperto per tempo ed i capi della congiura vennero giustiziati.
L'anno successivo, il Northern Neck fu teatro di un nuovo tentativo di rivolta, questa volta guidato da "Sam, un servitore nero di Richard Metcalfe." Egli aveva già "diverse volte tentato di promuovere un'insurrezione dei neri in questa colonia". "Per farlo desistere dal compiere atti così malvagi," il tribunale aveva ordinato allo sceriffo della contea di James City di frustarlo selvaggiamente e di farlo tornare alla contea di Westmoreland dove lo sceriffo locale lo avrebbe ulteriormente frustato. Sam venne condannato ad indossare a vita "un pesante collare di ferro fissato al suo collo con quattro rivetti". Se avesse tentato di lasciare la piantagione del suo padrone o di togliersi il collare, sarebbe stato impiccato.
Molte figure importanti storicamente per gli Stati Uniti nacquero nella regione del Northern Neck, tra cui i presidenti George Washington (Westmoreland), James Madison (Port Conway a King George) e James Monroe (Westmoreland), oltre ai firmatari della dichiarazione d'indipendenza Francis Lightfoot Lee e Richard Henry Lee, ed al generale confederato Robert E. Lee. Nel Westmoreland risiedette il colonnello Nicholas Spencer, membro della House of Burgesses locale, segretario e presidente del consiglio del governatore della colonia e, alla partenza di suo cugino Thomas Colepeper, II barone Colepeper (Lord Culpeper), de facto governatore. Robert Carter I, agente per Thomas Fairfax, VI lord Fairfax di Cameron, nacque nella Corotoman e divenne il presidente del consiglio del governatore della Colonia della Virginia nonché de facto governatore della Virginia nel 1726-1727 dopo la morte in carica del governatore Hugh Drysdale. Dei suoi figli John Carter sposò Elizabeth Hill della piantagione di Shirley e Landon Carter sposò Maria Byrd, figlia del colonnello William Byrd II e residente a Sabine Hall. Infine la famiglia Tayloe stabilì la propria residenza a Mount Airy, nella parte meridionale del Neck, dopo il fiume Tappahannock, su di un'altura sovrastante il fiume Rappahannock. John Tayloe I, John Tayloe II che costruì Mount Airy e poi Menokin per il genero Francis Lightfoot Lee, John Tayloe III che costruì la The Octagon House ed i suoi figli John Tayloe IV, Benjamin Ogle Tayloe, William Henry Tayloe e George Plater Tayloe, nacquero tutti in questa regione.
Durante il periodo coloniale vennero introdotte colture di cereali e vegetali misti.
Successivamente, l'area divenne una delle principali per i prodotti ittici, dalla pesca alla lavorazione sino alla vendita. Reedville era uno dei villaggi più ricchi degli Stati Uniti, per la sua industria di pesca e lavorazione di pesci del genere Brevoortia patronus. Prima della modernizzazione delle comunicazioni, molti passeggeri utilizzavano le barche a vapore che connettevano la regione con quella di Chesapeake Bay; le connessioni ferroviarie ebbero inizio dopo il 1830.
Durante la guerra civile americana, il Northern Neck ed in particolare la contea di King George furono la frontiera tra le armate dell'unione e quelle confederate. Pertanto King George era la base operativa di numerose spie da ambo le parti. Le forze dell'unione controllavano il fiume Potomac, mentre il fiume Rappahannock era controllato dai confederati.
Tentando di eludere la cavalleria unionista, il 21 aprile 1865, i cospiratori John Wilkes Booth e David Herold attraversarono in barca il Northern Neck nella contea di King George dal Maryland dopo aver assassinato il presidente Abraham Lincoln. Booth e Herold sbarcarono presso la foce del Gambo Creek prima di incontrare i confederati che li scortarono sino a Port Conway. Qui, i due attraversarono il fiume Rappahannock verso Port Royal nella contea di Caroline. Entrambi vennero uccisi e Herold venne catturato e giustiziato presso Garrett's Farm.
Colonial Beach, un piccolo incorporated town nella contea di Westmoreland lungo il fiume Potomac, si è sviluppato negli anni come centro turistico a breve distanza da Washington, D.C. tra XIX e XX secolo. Esso offre ancora oggi una spiaggia e la possibilità di nuotare, consentendo anche di accedere comodamente alle acque oceaniche.

## Geografia
La regione ha una linea costiera di 1770 km con spiagge, risacche, vecchi porti e piccoli villaggi datati all'epoca coloniale. Attualmente vi si trovano anche diverse fattorie e vigneti che hanno mantenuto la vocazione agricola dell'area. Dagli anni '70 del Novecento, l'industria vinicola ha preso piede particolarmente nel Northern Neck. Il governo federale ha riconosciuto il Northern Neck George Washington Birthplace come American Viticultural Area.
Porzioni significative della Rappahannock River Valley National Wildlife Refuge si trovano nel Northern Neck. È inoltre sede di cinque parchi di stato e aree naturali, tra cui la Caledon Natural Area, la Bush Mill Stream Natural Area Preserve, la Dameron Marsh Natural area ed il Westmoreland and Belle Isle state parks. Il George Washington Birthplace National Monument è parco nazionale.

## Musei
- A. T. Johnson High School Museum - una delle prime scuole superiori in nord America, fondata a Montross
- Essex County Museum and Historical Society a Tappahannock - sulla storia del Neck dall'età precoloniale
- George Washington Birthplace National Monument documenti sulla vita di George Washington e pratiche agricole di quel periodo
- Historic Christ Church a Weems - costruita nel 1735, è una delle parrocchie anglicane meglio conservate di epoca coloniale della Virginia
- Kilmarnock Town Museum - storia locale
- Kinsale Museum - storia locale
- Museum at Colonial Beach[collegamento interrotto] - storia locale
- Westmoreland County Museum and Library - storia locale
- Richmond County Museum - storia locale
- King George County Historical Society Museum - storia locale
- Mary Ball Washington Museum and Library - storia della contea di Lancaster. La biblioteca locale ha circa 10.000 volumi e manoscritti, in particolare sul periodo coloniale con molte genealogie delle famiglie più importanti dell'area
- Menokin - residenza di Francis Lightfoot Lee, firmatario della dichiarazione d'indipendenza statunitense, presso Warsaw
- Morattico Waterfront Museum - industria ittica locale
- Northern Neck Farm Museum - agricoltura locale
- Reedville Fisherman's Museum - industria ittica locale
- Steamboat Era Museum - storia delle barche a vapore e dei fiumi locali
- Stratford Hall Plantation - costruita nel 1730, luogo di nascita di Robert E. Lee